# Bisaltes poecilus
Bisaltes poecilus är en skalbaggsart som först beskrevs av Aurivillius 1900.  Bisaltes poecilus ingår i släktet Bisaltes och familjen långhorningar.
Artens utbredningsområde är Venezuela. Inga underarter finns listade.